# La baigneuse fait des vagues

La baigneuse fait des vagues (titre original italien : L'insegnante al mare con tutta la classe) est une comédie érotique italienne réalisée en 1980 par Michele Massimo Tarantini.

## Synopsis
Mario, un bellâtre, fils à papa, a échoué à son baccalauréat à cause de mauvaises notes en français. Le père décide de lui faire donner des cours particuliers par Lisa, une prof ultra sexy qu'il a rencontrée quelque temps auparavant dans une boite de nuit. Le père veut également profiter de l'occasion pour séduire la belle, tandis que cette dernière cherche ses faveurs afin de favoriser les projets d'un petit ami. Mais rien ne se passe comme prévu : un homme à tout faire s'en mêle en se laissant séduire par la femme du père, Lisa devient amoureuse de Mario, le fisc fait un contrôle de la comptabilité du père, lequel écopera de cinq ans de prison.

## Fiche technique
- Titre original : L'insegnante al mare con tutta la classe
- Titre du film à sa sortie en France : La baigneuse fait des vagues
- Titre du DVD sorti en 2007 : La Prof' à la plage
- Réalisateur : Michele Massimo Tarantini
- Scénario : Michele Massimo Tarantini, Giorgio Mariuzzo, Luciano Martino, Francesco Milizia
- Musique : Franco Campanino
- Photographie : Giancarlo Ferrando
- Genre : comédie érotique
- Pays d'origine :  Italie
- Sortie France :  France 15 octobre 1980

## Distribution
- Anna Maria Rizzoli : Lisa Colombi, prof de français (créditée comme Annamaria Rizzoli)
- Lino Banfi : Ercole Cubetti, riche promoteur
- Francesca Romana Coluzzi : Enrica Cubetti, la femme d'Ercole
- Alvaro Vitali : Coco, homme à tout faire
- Marco Gelardini : Mario Cubetti, le fils d'Ercole
- Franco Diogene : le directeur de l'école
- Gisella Sofio : la femme du directeur de l'école
- Gino Pagnani : un enseignant
- Galliano Sbarra : le directeur de l'hôtel
- Adriana Facchetti : la secrétaire d'Ercole Cubetti
- Mauro Vestri : un cardinal
- Dino Cassio : un vendeur de voiture
- Jimmy il Fenomeno
- Piero Del Papa

## Autour du film
- Le film est sorti en DVD chez BAC films en 2007 sous le titre La Prof' à la plage.
- L'essentiel du film a été tourné en Tirrenia, (Toscane), en particulier dans l'Hôtel Continental.